# Falkenstein (Bajorország)
Falkenstein település Németországban, azon belül Bajorországban. Lakosainak száma 3504 fő (2023. december 31.).

## Népesség
A település népessége az elmúlt években az alábbi módon változott:
| Lakosok száma | 662  | 1769 | 2960 | 3011 | 3248 | 3279 | 3359 | 3363 | 3393 | 3504 |
|               | 1875 | 1950 | 1975 | 1987 | 2012 | 2014 | 2016 | 2017 | 2021 | 2023 |